# Réseau de Toda
En physique du solide, le réseau de Toda, introduit par Morikazu Toda en 1967, est un modèle simple pour un cristal unidimensionnel. 

## Le modèle
Il est donné pour une chaîne de particules dont l'interaction avec le voisin le plus proche est décrit par l'opérateur hamiltonien
{\displaystyle {\begin{aligned}H(p,q)&=\sum _{n\in \mathbb {Z} }\left({\frac {p(n,t)^{2}}{2}}+V(q(n+1,t)-q(n,t))\right)\end{aligned}}}
et les équations du mouvement 
{\displaystyle {\begin{aligned}{\frac {d}{dt}}p(n,t)&=-{\frac {\partial H(p,q)}{\partial q(n,t)}}=e^{-(q(n,t)-q(n-1,t))}-e^{-(q(n+1,t)-q(n,t))},\\{\frac {d}{dt}}q(n,t)&={\frac {\partial H(p,q)}{\partial p(n,t)}}=p(n,t),\end{aligned}}}
où {\displaystyle q(n,t)} est le déplacement de la {\displaystyle n}-ième particule depuis sa position d'équilibre, {\displaystyle p(n,t)} est sa quantité de mouvement (masse {\displaystyle m=1}), et  {\displaystyle V(r)=e^{-r}+r-1} est le potentiel de Toda.

## Solutions en solitons
Les solutions en solitons sont des ondes solitaires qui se propagent dans le temps sans changement de leur forme et de leur taille et interagissent les unes avec les autres comme des particules. La solution générale en N-soliton de l'équation est 
{\displaystyle {\begin{aligned}q_{N}(n,t)=q_{+}+\log {\frac {\det(\mathbb {I} +C_{N}(n,t))}{\det(\mathbb {I} +C_{N}(n+1,t))}},\end{aligned}}}
où 
{\displaystyle {\begin{aligned}C_{N}(n,t)={\Bigg (}{\frac {\sqrt {\gamma _{i}(n,t)\gamma _{j}(n,t)}}{1-e^{\kappa _{i}+\kappa _{j}}}}{\Bigg )}_{1<i,j<N},\gamma _{j}(n,t)=\gamma _{j}e^{-2\kappa _{j}n-2\sigma _{j}sinh(\kappa _{j})},\end{aligned}}}
avec {\displaystyle \kappa _{j},\gamma _{j}>0} et {\displaystyle \sigma _{j}\in \{\pm 1\}} .

## Intégrabilité
Le réseau de Toda est un exemple prototypique d'un système complètement intégrable. Pour voir celui-ci  on utilise les variables de Flaschka
{\displaystyle a(n,t)={\frac {1}{2}}{\rm {e}}^{-(q(n+1,t)-q(n,t))/2},\qquad b(n,t)=-{\frac {1}{2}}p(n,t)} ;
le réseau de Toda prend alors la forme
{\displaystyle {\begin{aligned}{\dot {a}}(n,t)&=a(n,t){\Big (}b(n+1,t)-b(n,t){\Big )},\\{\dot {b}}(n,t)&=2{\Big (}a(n,t)^{2}-a(n-1,t)^{2}{\Big )}.\end{aligned}}}
Pour montrer que le système est complètement intégrable, il suffit de trouver une paire de Lax, c'est-à-dire deux opérateurs {\displaystyle L(t)} et {\displaystyle P(t)} dans l'espace de Hilbert {\displaystyle \ell ^{2}(\mathbb {Z} )} des suites de carrés sommables de telle sorte que l'équation de Lax 
{\displaystyle {\frac {d}{dt}}L(t)=[P(t),L(t)]}
où {\displaystyle [P(t),L(t)]=LP-PL} est le crochet de Lie des deux opérateurs, est équivalent à la dérivée temporelle des variables de Flaschka. Le choix 
{\displaystyle {\begin{aligned}L(t)f(n)&=a(n,t)f(n+1)+a(n-1,t)f(n-1)+b(n,t)f(n),\\P(t)f(n)&=a(n,t)f(n+1)-a(n-1,t)f(n-1).\end{aligned}}}
où {\displaystyle f(n+1)} et {\displaystyle f(n-1)} sont les opérateurs de décalage, implique que les opérateurs {\displaystyle L(t)} pour différents {\displaystyle t} sont unitairement équivalents. 
La matrice {\displaystyle L(t)} a la propriété que ses valeurs propres sont invariantes dans le temps. Ces valeurs propres constituent des intégrales indépendantes du mouvement, donc le réseau de Toda est complètement intégrable. En particulier, le réseau de Toda peut être résolu grâce à la transformation de diffusion inverse (en) pour l'opérateur de Jacobi {\displaystyle L}. Le résultat principal implique que des conditions initiales de décomposition arbitraire (suffisamment rapide) se répartissent asymptotiquement pour {\displaystyle t} grand en une somme de solitons et une partie dispersive.

## Articles liés
- Paire de Lax (en)
- Bialgèbre de Lie